# Monosomia
Una monosomia en genètica és l'eliminació d'un cromosoma d'una parella d'homòlegs (2n-1 cromosoma).
En l'espècie humana, la monosomia produeix malaltia, com per exemple la síndrome de Turner, que es deu a una monosomia en els cromosomes sexuals, XO, o la síndrome del miol de gat, a causa d'una deleció o una monosomia al cromosoma 5.